# Mathias Christen
Mathias Christen (ur. 18 sierpnia 1987 w Vaduz) – liechtensteiński piłkarz grający na pozycji pomocnika lub napastnika. Od 2013 roku jest zawodnikiem klubu Singhtarua FC.

## Kariera klubowa
Swoją karierę piłkarską Christen rozpoczął w klubie FC Triesen. Zadebiutował w nim w 2004 roku. W 2005 roku odszedł do FC Balzers, w którym spędził trzy sezony. W sezonie 2008/2009 grał w FC Wil. Latem 2009 grał w FC Gossau, a na początku 2010 roku został piłkarzem FC Vaduz, z którym zdobył dwa Puchary Liechtensteinu (w sezonach 2009/2010 i 2010/2011). Następnie był piłkarzem FC Linth 04 i USV Eschen/Mauren, z którym sięgnął po liechtensteiński puchar w sezonie 2011/2012. W 2013 roku przeszedł do tajskiego Singhtarua FC.

## Kariera reprezentacyjna
W reprezentacji Liechtensteinu Christen zadebiutował 20 sierpnia 2008 roku w przegranym 0:2 towarzyskim meczu z Albanią. 7 września 2012 w meczu eliminacji do MŚ 2014 z Bośnią i Hercegowiną (1:8) strzelił pierwszego gola w kadrze narodowej.